# Cerro del Palmeral
El cerro del Palmeral es una montaña que constituye la cota más alta de la Sierra del Realengo, perteneciente a la comarca de la Ribera Alta, en la provincia de Valencia (Comunidad Valenciana, España). Tiene una altitud de 338 m s. n. m. En ella hay un vértice geodésico del ICN y una base de observación forestal.

## Acceso
Se accede a él a través de la CV-541 y un camino de tierra. En él hay un cartel un poco deteriorado explicando las vistas desde allí. Si el día es claro, se ve la montaña de Cullera
- Datos: Q5551206